# Hypsicera major
Hypsicera major là một loài tò vò trong họ Ichneumonidae.